# Halkosaari (ö i Jyväskylä, Muuratjärvi)
Halkosaari är en ö i Finland. Den ligger i sjön Muuratjärvi och i kommunen Jyväskylä i den ekonomiska regionen  Jyväskylä ekonomiska region  och landskapet Mellersta Finland, i den södra delen av landet, 220 km norr om huvudstaden Helsingfors. Öns area är 3,9 hektar och dess största längd är 300 meter i sydväst-nordöstlig riktning.